# Piskent
Piskent (uzb. cyr.: Пискент; ros.: Пскент, Pskient) – miasto we wschodnim Uzbekistanie, w wilajecie taszkenckim,  siedziba administracyjna tumanu Piskent. W 1989 roku liczyło ok. 24,4 tys. mieszkańców. Ośrodek przemysłu włókienniczego.
Miejscowość otrzymała prawa miejskie w 1966 roku.